# Otročiněves

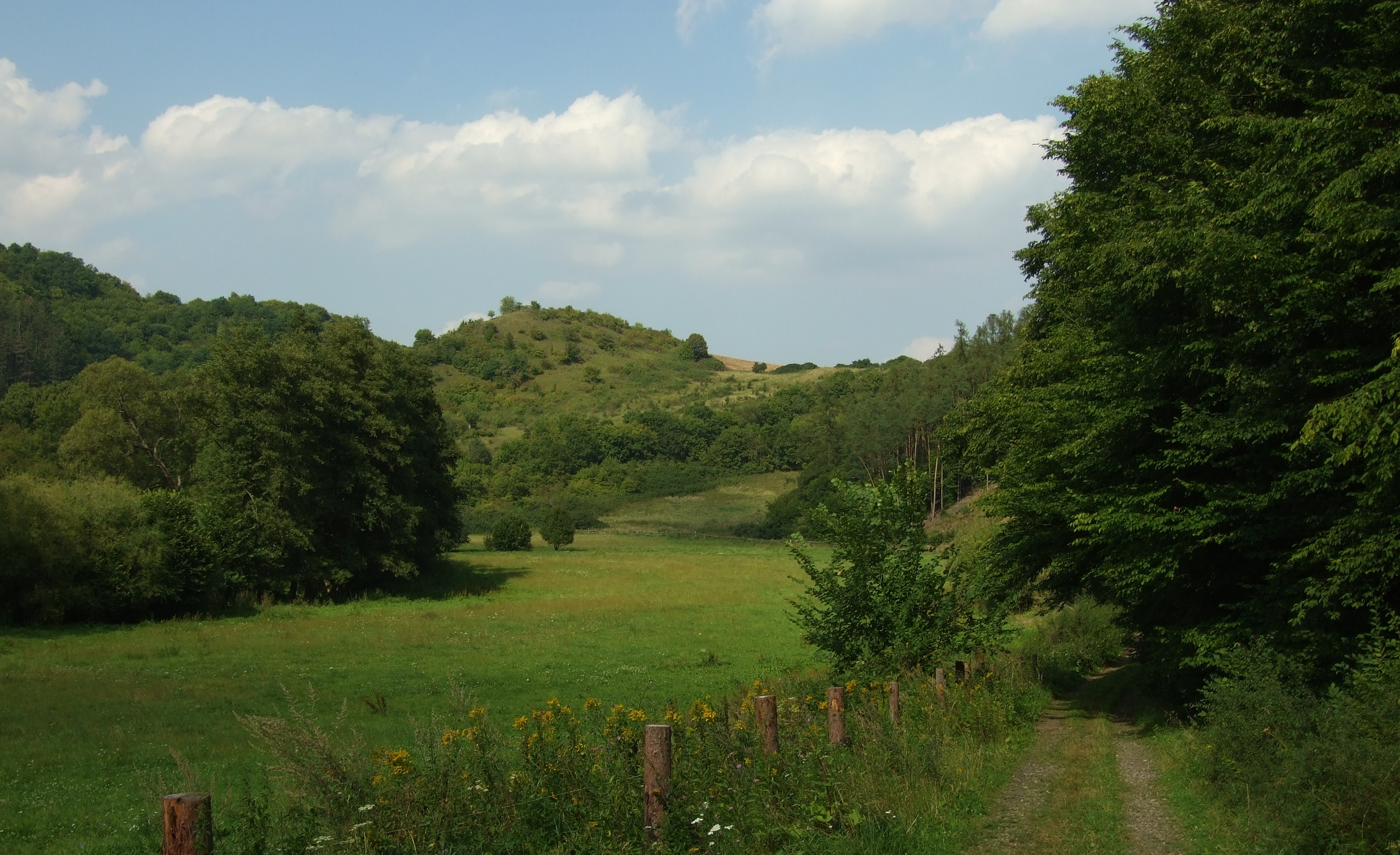
Tal des Habrový potok bei Otročiněves

Otročiněves, bis 1929 Otročín (deutsch Otrotschin, 1939–45 Frondorf) ist eine Gemeinde in Tschechien. Sie liegt sieben Kilometer nordwestlich von Beroun und gehört zum Okres Beroun.

## Geographie
Otročiněves befindet sich am rechten Ufer des Baches Habrový potok (Otrotschiner Bach) in der Křivoklátská vrchovina. Das Dorf liegt im Landschaftsschutzgebiet Křivoklátsko. Nordöstlich erheben sich die Na Dubině (378 m) und die Hradiště (380 m), im Südosten der Lísek (483 m) und der Děd (492 m), südlich der Na Kozlí Hoře (381 m), im Südwesten der Hudlický vrch (522 m) und die Krušná hora (609 m) sowie nordwestlich der Na Skaliskách bzw. Buček (447 m) und der Ježkův vrch (393 m).
Nachbarorte sind Žloukovice, Lisa, Jezírka, Ovčín, Nová Huť und Nižbor im Norden, Stradonice im Nordosten, Porostlina, Hýskov, Zdejcina und Lísa im Osten, Na Lísku, Lísek und Zahořany im Südosten, Trubská und Hudlice im Süden, Varta und Kublov im Südwesten, Doužebnice, Na Černidlech, Na Drahách, Krušná Hora und Nový Jáchymov im Westen sowie Leontýn, Pustá Seč, Roztoky, Častonice und Račice im Nordwesten.

## Geschichte
Die älteste schriftliche Erwähnung des Dorfes findet sich in der Chronica Boemorum im Zusammenhang mit der Errichtung der Kapelle Johannes des Täufers auf dem heiligen Berg Velíz durch Herzog Jaromír im Jahre 1005. Dabei soll Jaromír Leute aus Otročiněves zur Bewachung der Kapelle herangezogen haben. Václav Kočka vertrat in seiner Chronik Dějiny Rakovnicka die Ansicht, dass Otročiněves erst in der 1. Hälfte des 11. Jahrhunderts durch Herzog Břetislav I. gegründet wurde.
Das Dorf gehörte jahrhundertelang zur Burg Pürglitz. Besitzer waren zunächst die böhmischen Könige. Im Jahre 1685 verkaufte Leopold I. die Kronherrschaft Pürglitz an Ernst Joseph Graf von Waldstein. 1731 vererbte Johann Joseph Graf von Waldstein die Herrschaft an seine Tochter und Universalerbin Maria Anna Fürstin zu Fürstenberg, die sie 1756 testamentarisch mit der Herrschaft Kruschowitz und dem Gut Nischburg zu einem Familienfideikommiss von 400.000 Gulden vereinigte. Die eine Hälfte des Erbes fiel ihren Söhnen Joseph Wenzel zu Fürstenberg-Stühlingen und Karl Egon I. zu Fürstenberg zu, die andere ihren Töchtern Henriette Fürstin von Thurn und Taxis und Maria Theresia zu Fürstenberg. Als Fideikommisserben setzte sie ihren zweitgeborenen Sohn Karl Egon I. ein, der durch Ausgleich auch die Anteile seiner Geschwister erwarb.
Nach dem Tode von Karl Egon I. erbte 1787 dessen ältester Sohn Philipp Fürst zu Fürstenberg († 1790) den Besitz, ihm folgten seine Kinder Karl Gabriel zu Fürstenberg († 1799) und Leopoldine Prinzessin von Hessen-Rothenburg-Rheinfels. 1803 verzichteten die weiblichen Erben in einem Familienvergleich zugunsten des minderjährigen Karl Egon II. zu Fürstenberg und der fürstlichen und landgräflichen Häuser Fürstenberg; als Verwalter wurde bis zu dessen Volljährigkeit im Jahre 1817 Joachim Egon Landgraf von Fürstenberg eingesetzt. Den Kern des Dorfes bildeten zwölf Bauernhöfe. Ein Großteil der Bewohner arbeitete in den Eisensteingruben an der Krušná hora oder als Köhler für die Fürstenberger Hütte in Neu Joachimsthal.
Im Jahre 1843 bestand Otrotschin bzw. Otročino, auch Otročinowes, aus 65 Häusern mit 576 Einwohnern. Im Ort gab es eine Mühle. Abseits lagen das Jägerhaus Jezirek sowie ein Hegerhaus. Pfarrort war Hudlitz. Bis zur Mitte des 19. Jahrhunderts blieb Otrotschin der Herrschaft Pürglitz untertänig.
Nach der Aufhebung der Patrimonialherrschaften bildete Otročín / Ottrotschin ab 1850 eine Gemeinde im Bezirk Rakonitz und Gerichtsbezirk Pürglitz. Nach dem Tode Karl Egon II. zu Fürstenberg erbte 1854 dessen zweitgeborener Sohn Max Egon I. den Fideikommiss Pürglitz. Im Jahre 1869 hatte das Dorf 649 Einwohner. Seit 1929 führt die Gemeinde den amtlichen Namen Otročiněves. Max Egon II. zu Fürstenberg verkaufte 1929 seinen Pürglitzer Großgrundbesitz an den tschechoslowakischen Staat. Im Jahre 1932 hatte Otročiněves 659 Einwohner. Zu dieser Zeit betrieb die Prager Eisenindustrie-Gesellschaft auf Otročiněveser Flur mehrere Eisensteingruben.
Nach dem Zweiten Weltkrieg wurde die Prager Eisenindustrie-Gesellschaft am 25. Oktober 1945 verstaatlicht. Seit 1949 gehört die Gemeinde zum Okres Beroun. Im Jahre 1950 lebten in Otročiněves 591 Personen. 1964 wurde der Eisenerzbergbau an der Krušná hora eingestellt. Das Landschaftsschutzgebiet Křivoklátsko wurde 1978 ausgerufen. Seit 1997 führt Otročiněves ein Wappen und Banner.

## Gemeindegliederung
Für die Gemeinde Otročiněves sind keine Ortsteile ausgewiesen. Otročiněves besteht aus den Grundsiedlungseinheiten Na Černidlech, Na Drahách und Otročiněves. Außerdem gehören zu Otročiněves die Einschichten Jezírek und Krušná Hora.

## Partnergemeinde
- Laragh-Glendalough, Irland[5]

## Sehenswürdigkeiten
- Kapelle der Jungfrau Maria, erbaut 1801